# Rupert Marko

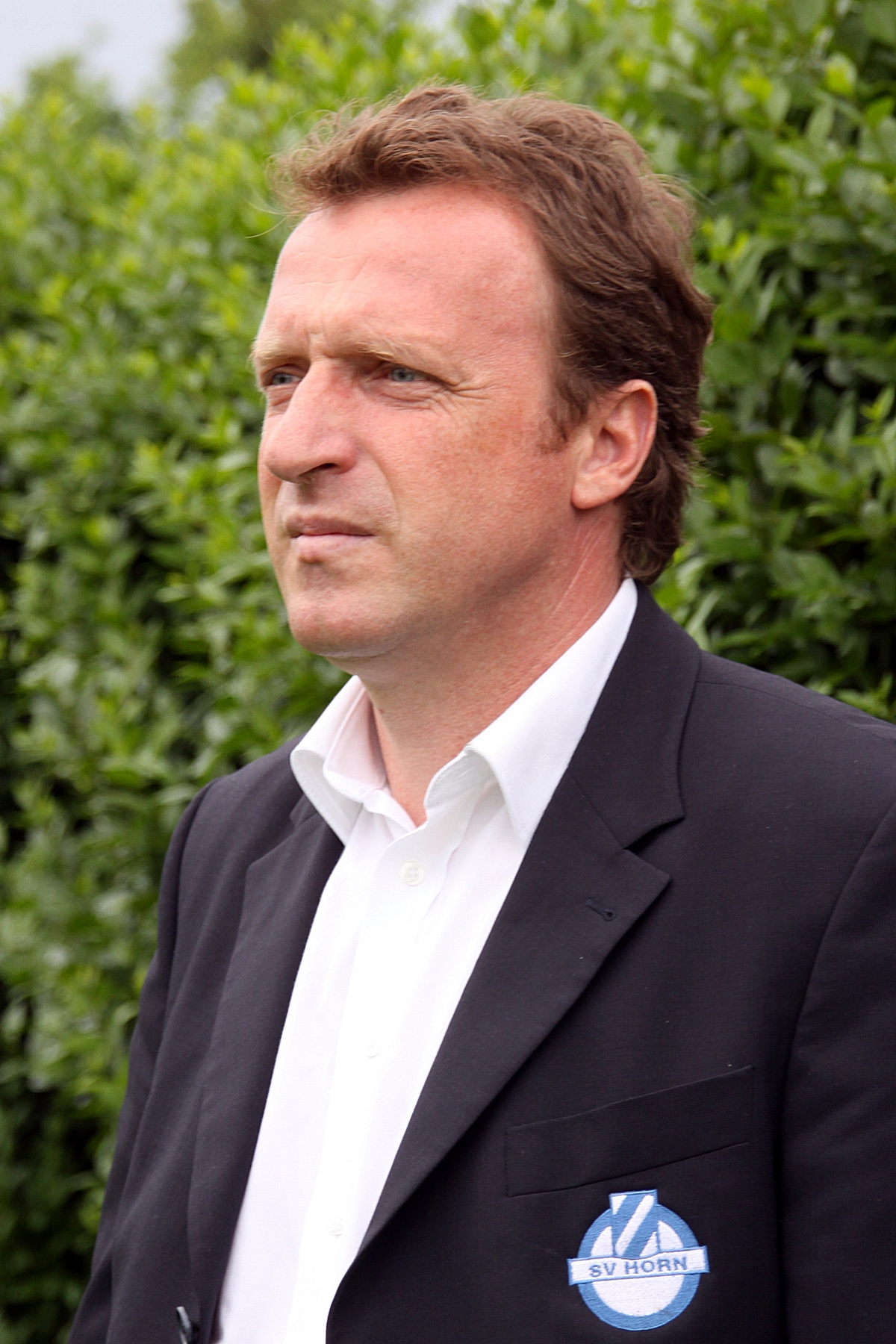
Rupert Marko (2010)

Rupert Marko (* 24. November 1963 in Wagna) ist ein ehemaliger österreichischer Fußballspieler und derzeitiger -trainer in Matrei in Osttirol.
Marko spielte für SV Retznei, BJLZ Graz, SK Sturm Graz, FC Tirol, SV Austria Salzburg, FK Austria Wien, FC Gossau und SV Flavia Solva.
Am 5. Februar 1988 debütierte Rupert Marko gegen die Schweiz in der Nationalmannschaft. Beim 4:0-Sieg am 17. Mai 1988 gegen Ungarn im Budapester Népstadion erzielte er drei Tore. Er kam auf insgesamt drei Spiele in der Nationalmannschaft.
Nach dem Ende seiner aktiven Laufbahn arbeitete Marko an seiner Trainerkarriere. Er war zunächst fünf Jahre lang für den SK Sturm Graz als Jugend- und Co-Trainer beschäftigt. Danach wechselte er zum ASK Kottingbrunn. Von 2006 bis Oktober 2010 trainierte der Steirer die Kampfmannschaft des SV Horn (Niederösterreich).
Ab 18. Juli 2011 übernahm Marko die österreichische U-19-Nationalmannschaft. Er war dort bis Dezember 2020 tätig.
Neben seiner Karriere als Fußballer schloss Marko das Studium der Rechtswissenschaften ab und arbeitete in einer Rechtsanwaltskanzlei.